# エチル基

エチル基

エチル基（エチルき、ethyl group）とは、有機化学において -CH2CH3 と表される1価の置換基のこと。構造式上では Et と略される。エタンから水素を1個除去した構造に相当し、エチルアルコール（エタノール）、ジエチルエーテル、酢酸エチルなど、多くの有機化合物に現れる構造。疎水性である。
メチル基などの他のアルキル基と同様、超共役の効果により電子供与性を示す。反応性は一般に低いが、エチルベンゼンからスチレンの合成など、脱水素によりビニル基へ変換されることがある。

## エチレン基
-CH2CH2- と表される2価の置換基をエチレン基 (ethylene) と呼ぶ。=CHCH3 と表される2価の置換基はエチリデン基 (ethylidene) と呼ばれる。これらはそれぞれ、エタンの隣接、同一炭素から水素を2個除去した構造にあたる。